# Affaire du sacre de Napoléon III

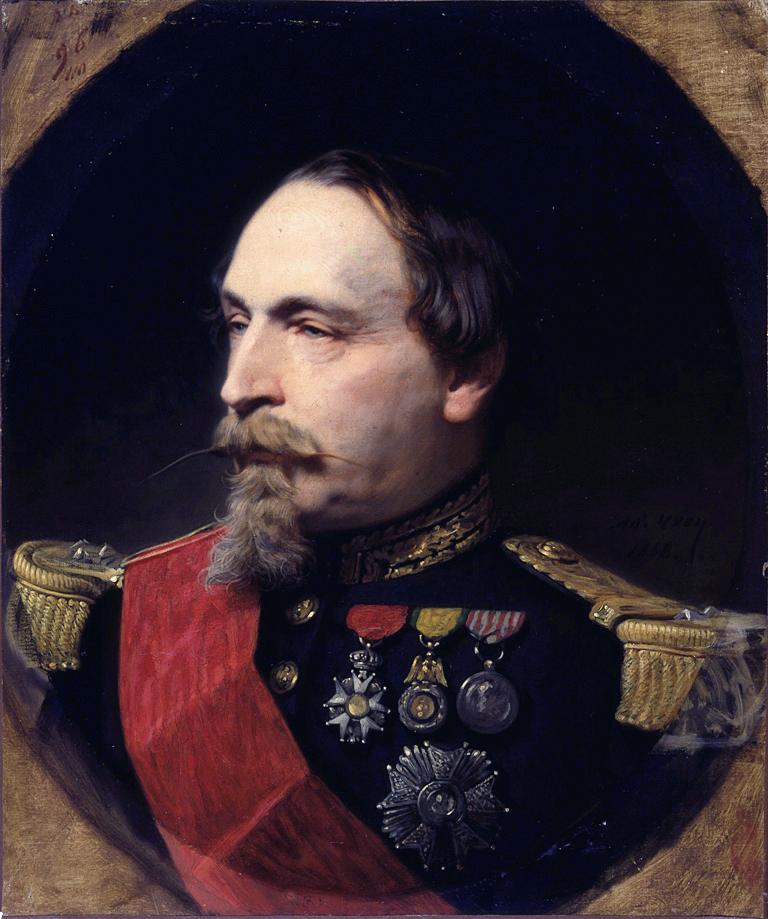
Portrait en buste de Napoléon III en uniforme de général de division.

L'affaire du sacre de Napoléon III est la négociation secrète du sacre qui n'a pas suivi la proclamation de Louis-Napoléon Bonaparte comme empereur des Français sous le titre de Napoléon III, après le sénatus-consulte du 7 novembre 1852 et l'approbation du peuple par le plébiscite du 22 novembre 1852. La proclamation se déroula le jeudi 2 décembre 1852, mais la cérémonie du sacre ne se fit pas. 

## Contexte

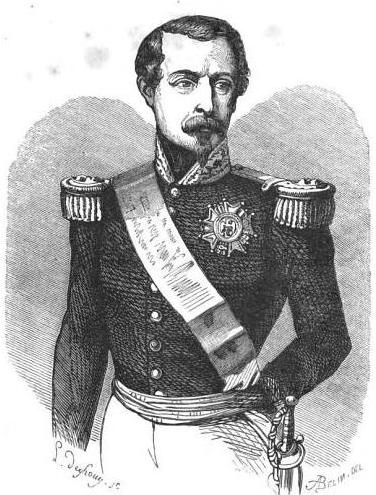
Louis-Napoléon Bonaparte, dit le prince-président, par A. Belin (1852).

### Sénatus-consulte
Le 4 novembre 1852, le Sénat fut convoqué afin de délibérer sur une proposition de modification constitutionnelle, rédigée sur les conseils du président de la République Louis-Napoléon Bonaparte lui-même. Le 7 novembre suivant, le Sénat vota le sénatus-consulte, puis envoya une délégation au château de Saint-Cloud porter à Louis-Napoléon Bonaparte les résultats. Le texte prend appui sur la constitution du 14 janvier 1852 et rétablit la dignité impériale.

### Plébiscite
À la suite du sénatus-consulte, Louis-Napoléon Bonaparte demanda au peuple une ratification par un plébiscite le 21 novembre 1852, afin d'accepter le « rétablissement de la dignité impériale ». Les résultats de ce plébiscite furent connus le mercredi 1er décembre :  7 824 000 « oui » contre 253 000 « non », soit plus de 96,7 % d'approbation. Aussitôt, le parlement vote le texte de promulgation de l'Empire. Son président, Adolphe Billault porte à Saint-Cloud le résultat officiel du plébiscite. Louis-Napoléon Bonaparte, habillé avec l'uniforme de général de division, lui répond : « Je prends dès aujourd'hui, avec la couronne, le nom de Napoléon III ».

## La cérémonie d'investiture

### Cérémonie
La journée d'investiture commença le jeudi 2 décembre à 6 h 45 par 101 coups de canon à l'Esplanade des Invalides. Elle dura toute une journée, et vue de la proclamation de Napoléon III, se termina le lendemain par la visite de l'empereur à l'Hôtel-Dieu, à Notre-Dame et au Val-de-Grâce. Il exprima alors que « les réjouissances publiques seront réservées pour le sacre ».
Le 29 novembre, le ministre de l'Intérieur Persigny dit que la proclamation de l'Empire « doit être faite avec le concours de toutes les autorités civiles et militaires, les cérémonies religieuses officielles étant réservées pour une autre époque ». 

### Festivités

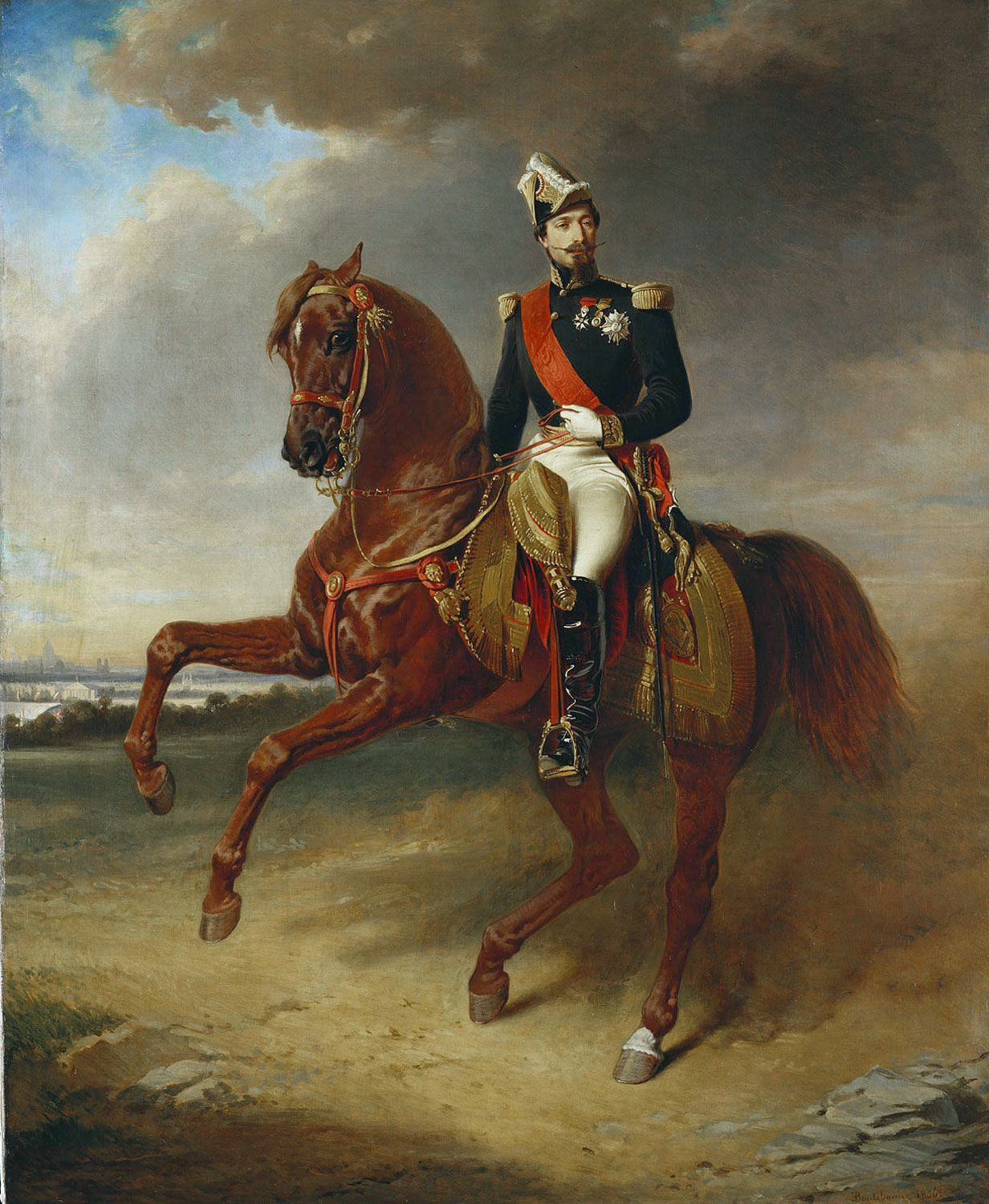
Portrait équestre de Napoléon III par Boutibonne (1856).

Les festivités commencent le jeudi 2 décembre à 10 h 0 à l'Hôtel de ville de Paris, où le préfet de la Seine, Jean-Jacques Berger, donne le résultat du plébiscite et proclame l'Empire. 
À midi, Napoléon III quitte à cheval le château de Saint-Cloud, vêtu de l'uniforme de lieutenant-général, escorté par Persigny et Saint-Arnaud. Des jeunes Clodoaldiennes lui donnèrent un bouquet de violettes. Il traverse la Seine au Pont de Saint-Cloud, entra dans Boulogne-Billancourt, remonta le Bois de Boulogne, arriva à la Porte Maillot, et monta à l'Arc de triomphe de l'Étoile.

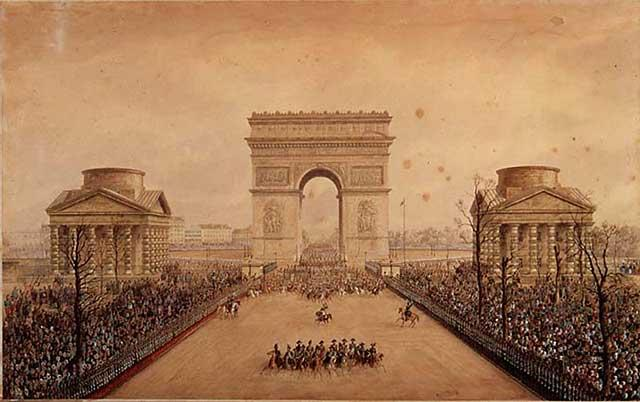
Entrée de Napoléon III dans Paris par Théodore Jung (1852).

Napoléon III descend l'avenue des Champs-Élysées, traverse la place de la Concorde, puis le jardin des Tuileries, et gagne la salle du trône du palais des Tuileries, où l'attendent le prince impérial Jérôme Bonaparte, Abd el-Kader, et Joachim Murat.
À 14 h 15, un coup de canon retentit, le drapeau tricolore se déploie sur le faîte du palais. L'empereur se montre au grand balcon, place du Carrousel où Saint-Arnaud lit le résultat du plébiscite à l'armée. De l'autre côté, sur la place de la Concorde, Persigny lit également le texte au peuple, proclamant l'empire : « Vive Napoléon III ! Vive l'Empereur ! » répond la foule. Vers 19 h 0, toujours au palais des Tuileries, l'empereur dîne avec Mathilde Bonaparte, Élisa Napoléone Baciocchi, Jérôme Bonaparte, Joachim Murat, Lucien Murat, Louis-Lucien Bonaparte, et Pierre-Napoléon Bonaparte. Ils fêtent la mort de la Deuxième République et la naissance du Second Empire. 
À 20 h 0, Napoléon III reçoit dans la salle du trône, les félicitations des ambassadeurs et de l'archevêque de Paris, Mgr Sibour. 
Il signa : « Napoléon, par la grâce de Dieu et la volonté nationale, empereur des Français ».

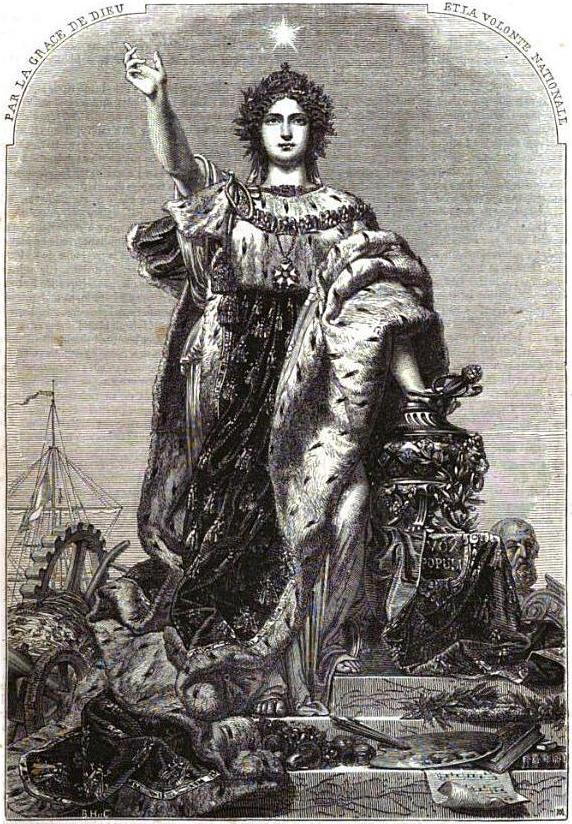
Allégorie du Second Empire par Victor Duruy (1865).

Le lendemain, vendredi 3 décembre, à 11 h 0, l'archevêque, le préfet de la Seine, Berger, le préfet de police de Paris, Pierre Marie Pietri, le directeur de l'assistance publique, Henri Jean-Baptiste Davenne,  et le secrétaire général de l'Intérieur, Henri Chevreau, reçoivent Napoléon III à l'Hôtel-Dieu. Napoléon III est accompagné de Victor de Persigny, Saint-Arnaud, Goyon, et du commandant de Toulongeon. Napoléon III se rend à la chapelle Saint-Julien-le-Pauvre. Il s'agenouille quelques instants, l'archevêque entonne le Domine salvum fac Imperatorem nostrum Napoleonem de Giovanni Paisiello, donnant ainsi l'exemple de la substitution qu'il vient de prescrire au clergé du diocèse.  
Puis Napoléon III visite les malades, qui le reçurent au cri de « Vive l'Empereur ! ». Lors du sacre des rois de France, le prince ayant reçu l'onction de la Sainte Ampoule, devient thaumaturge : « Le Roi te touche, Dieu te guérit. » Mais Napoléon III n'ayant pas été sacré et n'étant pas roi de France ne peut guérir les écrouelles. Il distribue une croix d'honneur et une pension puis décore Eugène Bouchut.  
À 12 h 30, prenant le bras de l'archevêque, Napoléon III quitte l'Hôtel-Dieu, traverse à pied le parvis Notre-Dame et entre dans la cathédrale. 
Le couronnement est remplacé par une cérémonie religieuse où le Te Deum est chanté. Hector Berlioz est déçu car ce n'est pas son Te Deum qui accompagne la cérémonie, contrairement à ce que l'entourage de Napoléon III lui avait promis. Napoléon III retourne au palais des Tuileries, où commencent à arriver les lettres de créance des autres États reconnaissant l'empire, puis il rentre à Saint-Cloud.

## L'échec du sacre

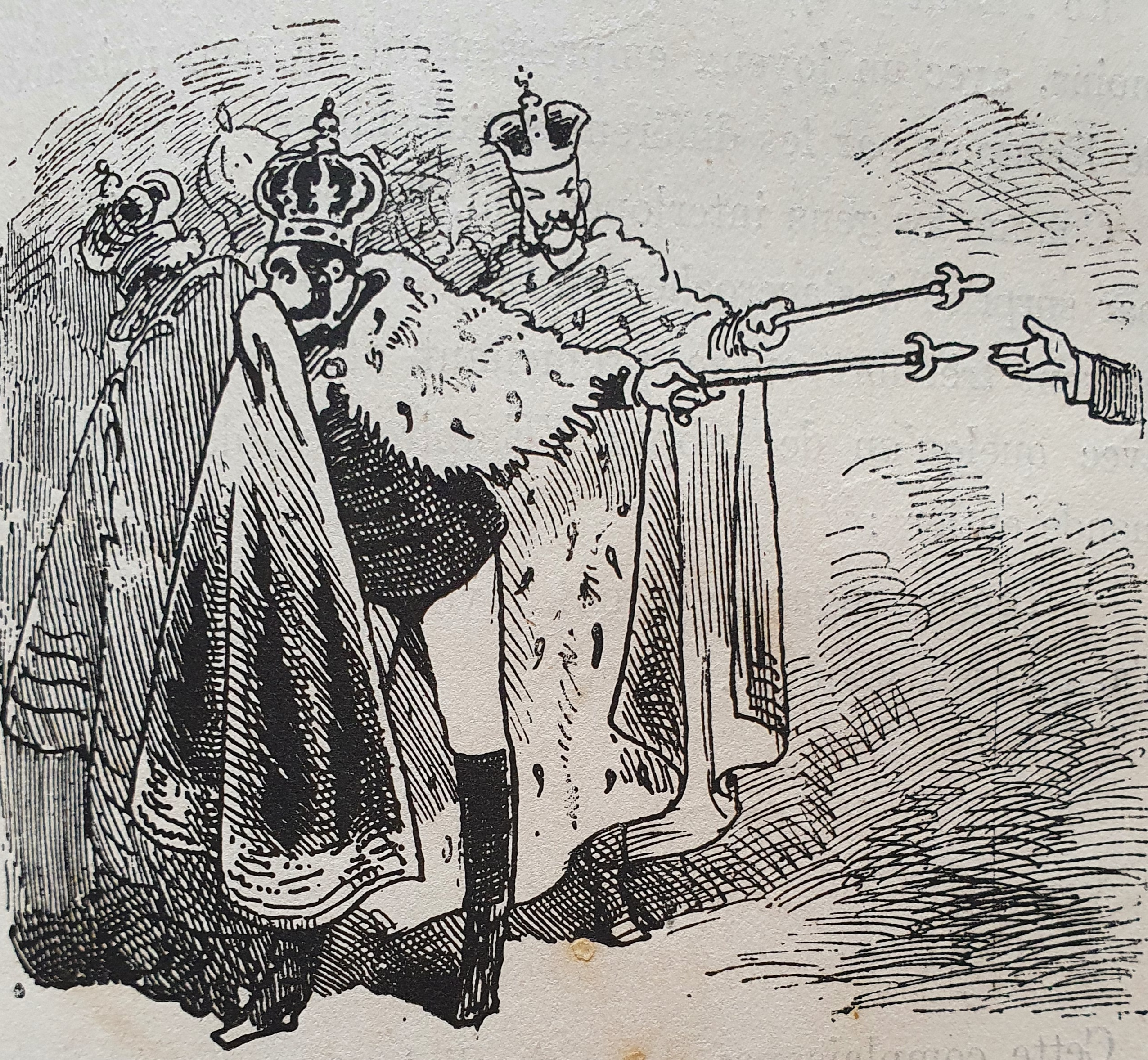
Caricature sur la réticence des autres monarques européens à reconnaître la légitimité de Napoléon III dans lHistoire tintamarresque de Napoléon III, Touchatout, 1877.

Napoléon III avait, dès août 1852, commencé les négociations de son sacre par le pape Pie IX. Il envoie à Rome son aide de camp, le général Jules Comway de Cotte, et l'abbé Louis-Gaston de Ségur, auditeur de la Rote romaine pour la France. Mais en échange, Pie IX exige que le sacre se déroule à Rome et non pas à Paris, que soient annulés les articles organiques de Napoléon Ier de 1801 et que soit rendu à nouveau obligatoire le mariage catholique pour tout mariage civil.
En avril 1853, Napoléon III, refusant de se faire sacrer à Rome, le gouvernement ainsi que l'opinion publique n'acceptant pas les concessions demandées par Pie IX, les négociations du sacre sont abandonnées. Napoléon III n'a donc pas l'investiture de droit divin, car il n'a pas été sacré empereur par le pape, il a un simple mandat impérial, puisque sa légitimité est seulement donnée par le plébiscite du peuple. Il en gardera rancune : « Sa Sainteté se débrouillera seule avec les Italiens », « sa chute ne sera pas troublée par la mienne », « les prêtres ne pleurent que sur leurs propres malheurs ». Émile Ollivier dira en mai 1853 : « À ce moment, je suis sorti de ma tentation catholique. C'était une maladie, une faiblesse d'esprit ».
En juin 1856, lors du baptême de son fils dont le parrain n’est autre que Pie IX, Napoléon III dit de la cérémonie : « Un tel baptême vaut bien un sacre », reprenant la célèbre  phrase d'Henri IV :  « Paris vaut bien une messe ».

## Représentations en costume du sacre

### Winterhalter

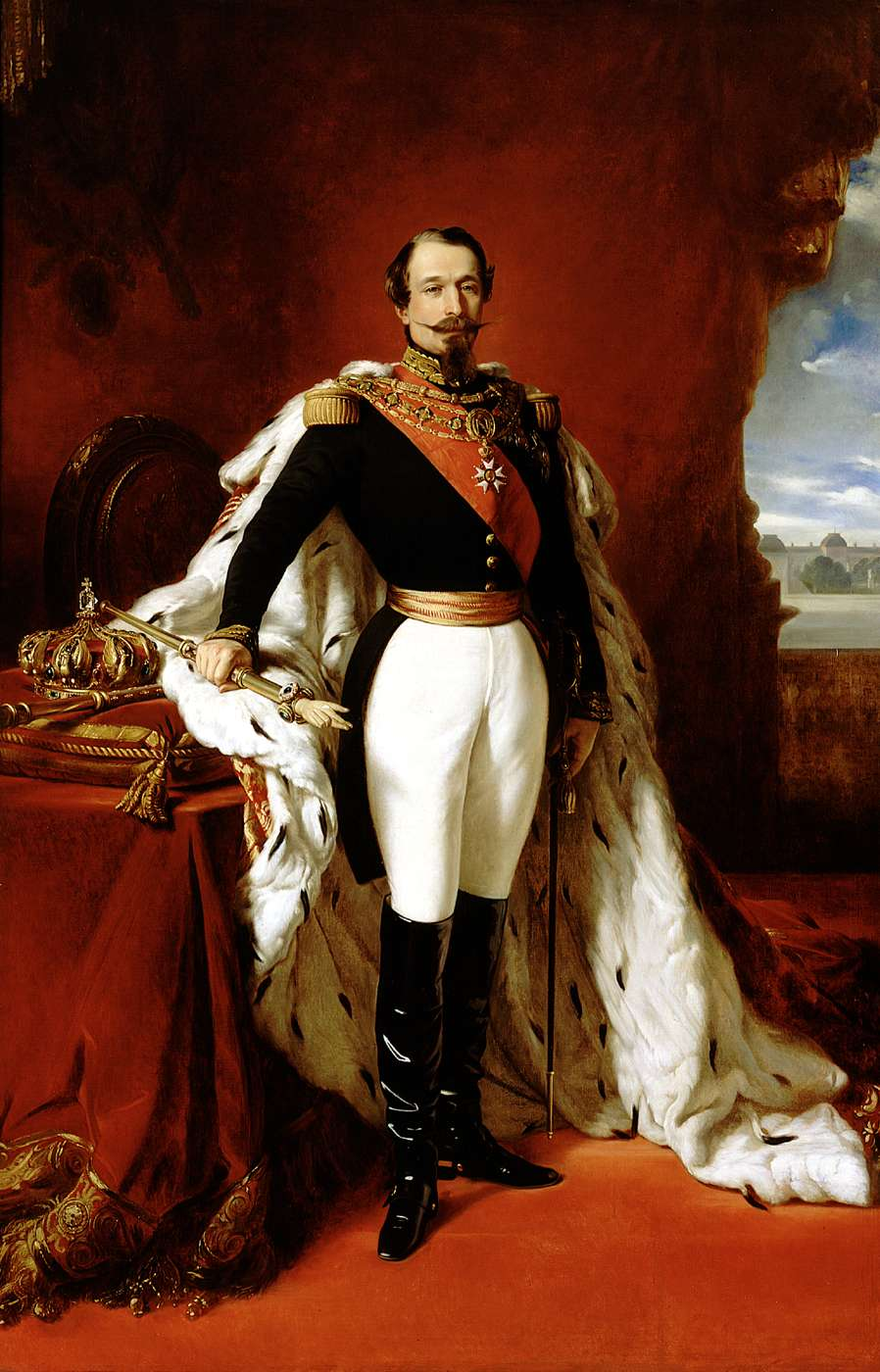
Portrait d'apparat de Napoléon III réalisé en 1853 par Winterhalter.
L’État commanda 540 versions de ce portrait à divers artistes entre 1855 et 1870 afin d'orner les bâtiments officiels. Le portrait original fut présenté lors de l'Exposition universelle de 1855 puis installé au palais des Tuileries. Il a disparu lors du saccage des lieux durant la Commune de Paris (1871)

Napoléon III, Empereur des Français par Franz Xaver Winterhalter (1853, Rome, Musée napoléonien de Rome) :
L'empereur est devant le palais des Tuileries, portant l’uniforme militaire de lieutenant-général ou général de division, le grand collier de la Légion d'honneur, l’écharpe de moire rouge de cet ordre, qui lui barre le tronc et, accroché sur ses épaules, le manteau de pourpre brodé d'abeilles dorées et fourré d'hermine, mais inexistant dans la réalité. Il est imaginé à partir du manteau d'Isabey et Percier. Napoléon III tient dans sa main droite la main de justice, tandis que sa main gauche repose sur son épée. Sa couronne
est semblable à celle fabriquée en 1853 par Alexandre-Gabriel Lemonnier avec les pierres de celle de Charles X (dont les aigles furent fabriqués par les frères Fannière).
La couronne est fermée, comme celle de Louis XV, mais fut fondue en 1887.
Apparaît sous le manteau impérial le sceptre de Charles V, restauré en 1804. Derrière l'empereur repose le trône réalisé par Jacob-Desmalter, au dossier rond et orné de lauriers, créé pour son oncle Napoléon Ier.

### Cabasson

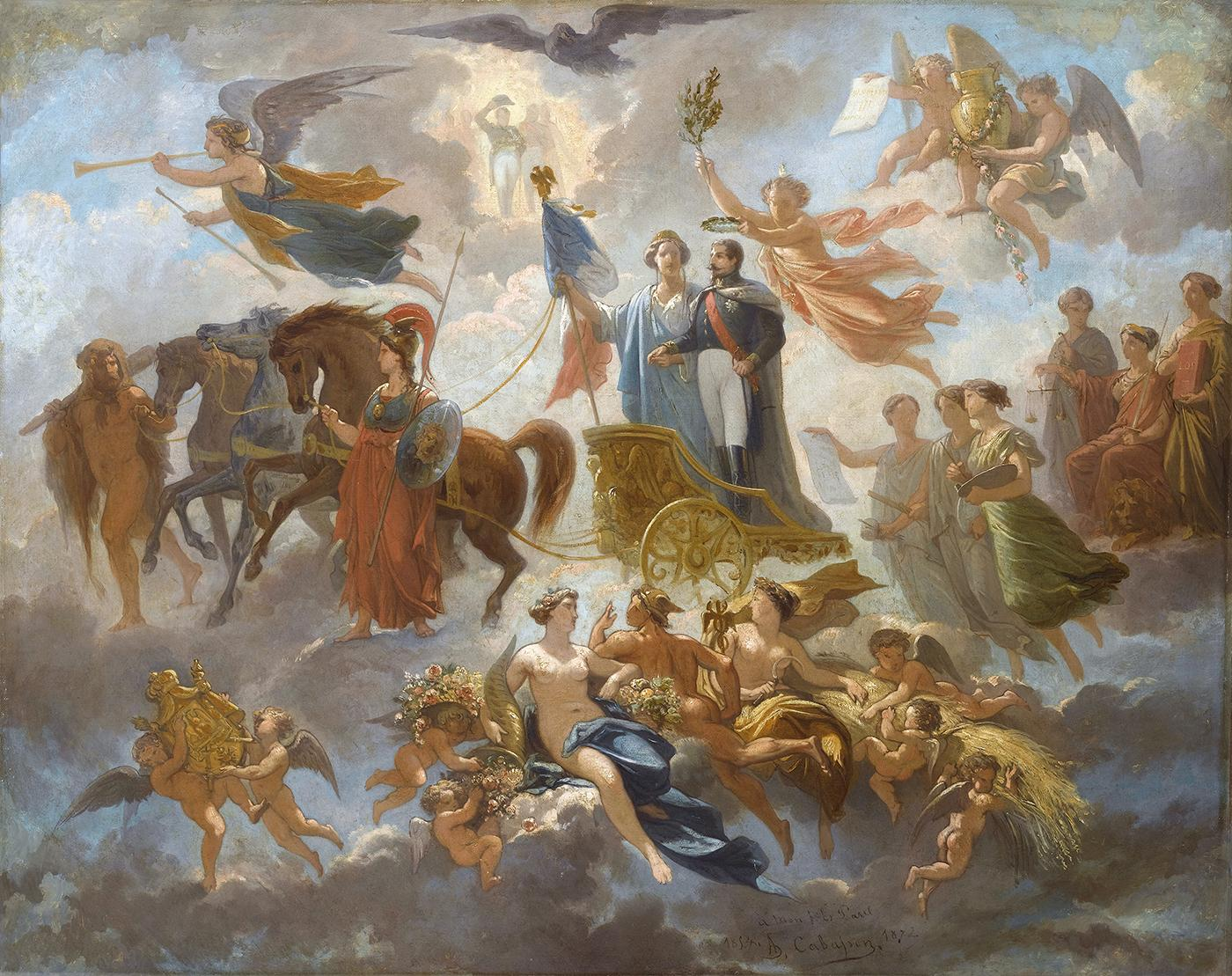
Apothéose de Napoléon III par Cabasson (1854).

L’Apothéose de Napoléon III par Guillaume Cabasson (1854, Compiègne, Musée national du château de Compiègne) : Napoléon III est sur un char avec l'allégorie de la France, qui tient le drapeau tricolore. Devant lui, Hercule (Héraclès) et Minerve (Athéna). Napoléon III est suivi par trois déesses : la Peinture, la Sculpture et l’Architecture. À l’arrière, figurent trois autres déesses : la Justice, assise sur le lion de la Clémence, la Loi à sa gauche et l’Autorité à sa droite. Tout en haut, l’aigle impérial plane au-dessus d'une Renommée ailée qui sonne les trompettes et de la déesse de la Victoire qui tient une couronne de laurier et un rameau d’olivier (« L’Empire c’est la paix »). En haut et à droite, deux amours ailés tiennent l’urne du plébiscite, et son résultat sur parchemin : « Napoléon III Empereur ». Au paradis des braves, Napoléon Ier avec ses maréchaux salue en soulevant son chapeau. En bas, la déesse de l’Abondance (couverture bleue), Mercure (Hermès) et Cérès (Déméter). En bas et à gauche, deux putti portent les armoiries impériales,.

### Cabanel
Portrait de l'Empereur Napoléon III, par Alexandre Cabanel (1865, Ajaccio, Musée Fesch). Il s'agit d'une esquisse préparatoire pour le tableau présenté au Salon de 1865.

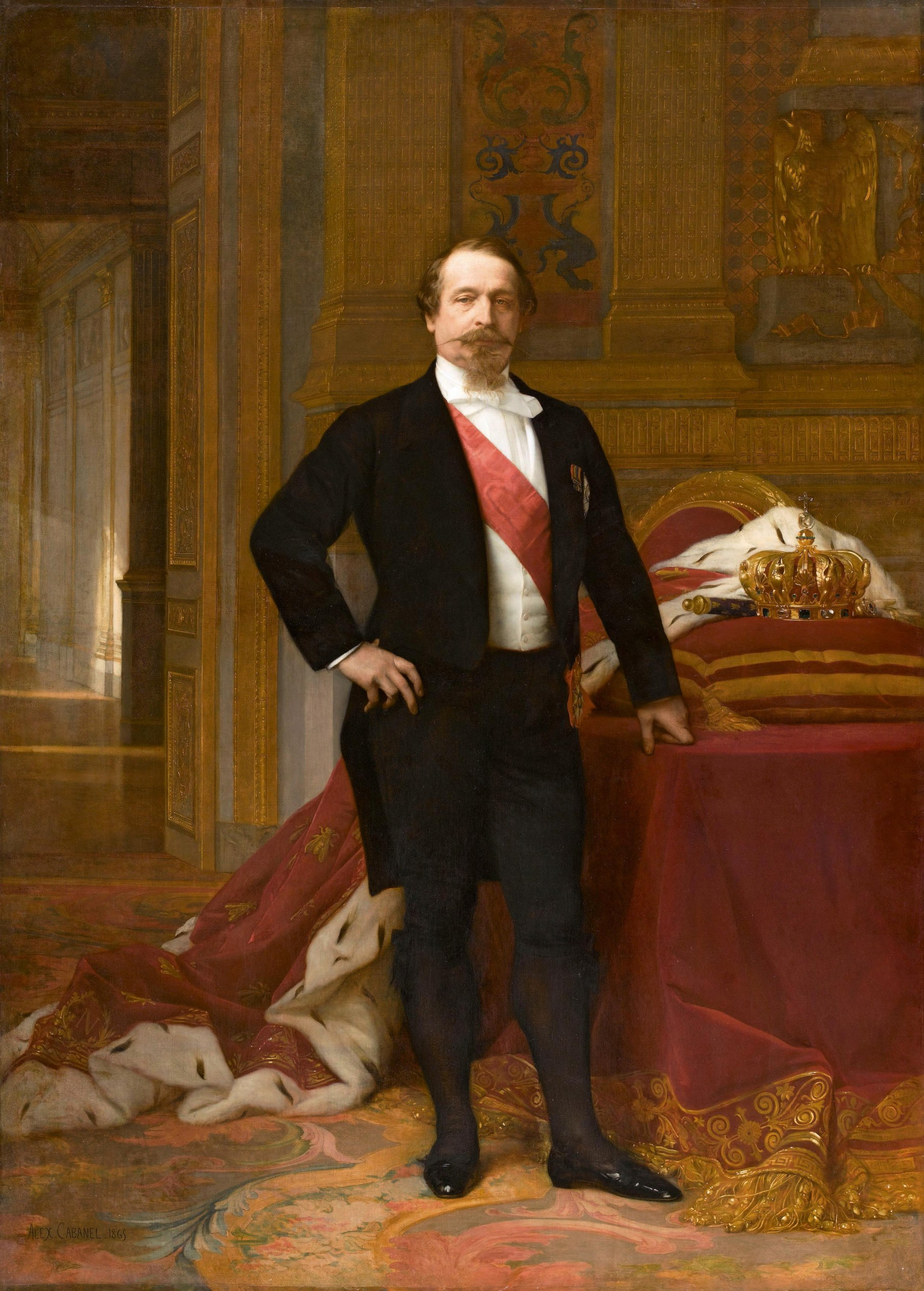
Napoléon III par Cabanel (1865).

Portrait en pied de Sa Majesté l'Empereur Napoléon III, par Alexandre Cabanel (1865, Compiègne, Musée national du château de Compiègne) : 
Dans ce portrait présenté au Salon de 1865, dernier grand portrait d'un souverain français, Napoléon III se trouve au palais des Tuileries, dans l'ancien cabinet de travail de Napoléon Ier. Il pose en civil, comme un homme d'État ou un gentleman et non pas en uniforme militaire impérial. L'impératrice Eugénie avait souhaité un portrait à la fois intime et officiel, bien différent de celui de Flandrin. 
Les indications du statut de l'empereur sont le manteau rouge à hermine ; la couronne impériale ; la main de justice posé sur la table, sur laquelle Napoléon III repose sa main gauche. 
Il ne porte qu'une seule décoration : la médaille de la Légion d'honneur à sa gauche, et son torse est barré en travers de son épaule droite du grand cordon de la Légion d'honneur. La critique dira de lui qu'il ressemblait à « un garçon prêt à servir le souper », ce qui valut au tableau le sobriquet « portrait de maître d'hôtel ».

### Castagnola

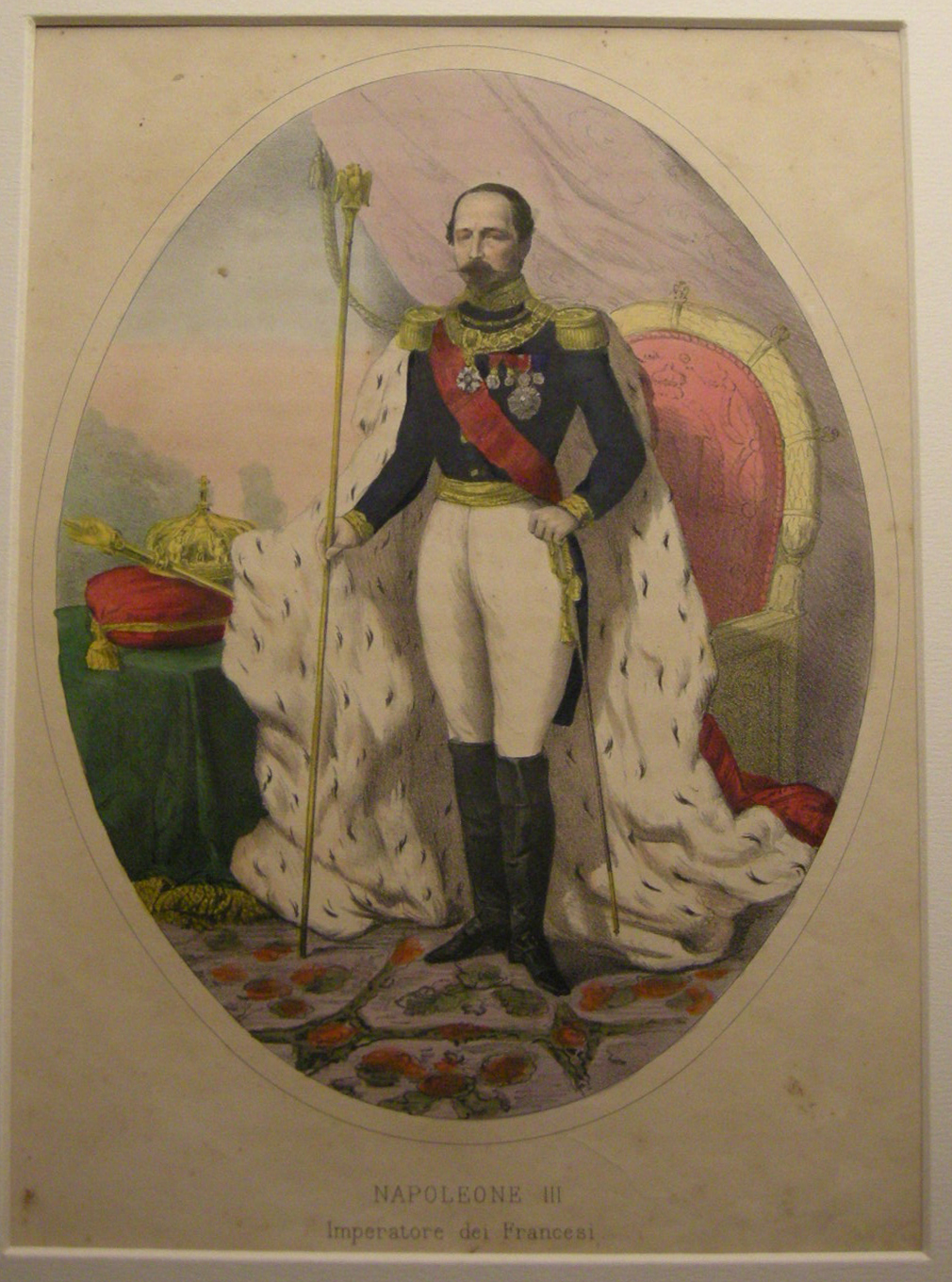
Napoléon III par Castagnola.

Napoleone III Imperatore dei Francesi, par Gabriele Castagnola (1828-1883). Cette lithographie est daté de la fin du XIXe siècle. Napoléon III pose avec quelques médailles de décorations, et tient non plus le sceptre de Charles V, mais le sceptre orné de l'aigle impérial de Napoléon Ier.

### Arkesteijn
Napoleon III, par Jan Arkesteijn, date inconnue. Napoléon III pose avec quelques médailles de décorations.

## Textes complets sur Wikisource
- Victor Hugo, Les Châtiments (1697) - Le Manteau impérial, éditions Hetzel-Quantin, 1853